# Liebfrauenkirche (Brügge)

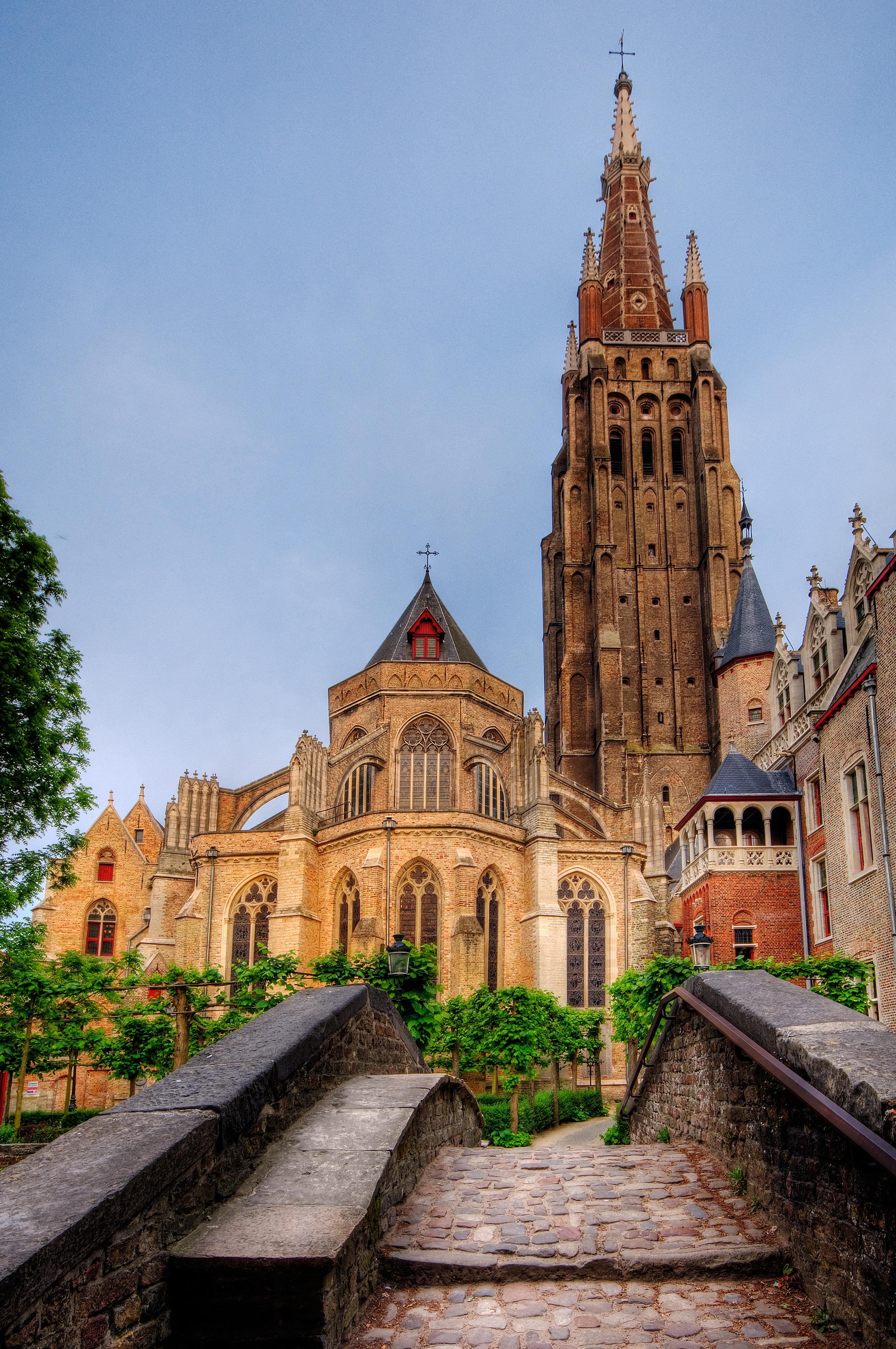
Liebfrauenkirche in Brügge

Liebfrauenkirche (niederländisch Onze-Lieve-Vrouwekerk) ist der Name einer gotischen Kirche in der belgischen Stadt Brügge. Die Liebfrauenkirche, deren Anfänge in das frühe 13. Jahrhundert zurückreichen, gehört stilistisch zu den frühesten Bauwerken der Backsteingotik in Flandern und wird teils als Kirche und teils museal (als Teil des Gruuthusemuseums) genutzt.

## Geschichte
Das zunächst dreischiffige Langhaus entstand zwischen 1210 und 1230. Die zwei filigranen Treppentürme an der Westfassade datieren um 1280. In der um diese Zeit bereits begonnenen zweiten Bauphase, die bis 1335 reichte, entstanden Querhaus, Chor und der in ungewohnter Weise nördlich des Langhauses angeordnete mächtige Turm von 1320, der mit 115,6 Meter Höhe das südliche Stadtbild von Brügge prägt. Der Turm ist nach der Stiftsbasilika St. Martin in Landshut der zweithöchste Backsteinturm der Welt. 1345 wurde dem Langhaus ein zweites nördliches Schiff angefügt, 1450–1474 entstand sein Gegenstück im Süden. Diese beiden äußeren Seitenschiffe der nunmehr fünfschiffigen Basilika mit Chorumgang und Kapellenkranz repräsentieren zusammen mit dem in der Spätphase errichteten Paradiesportal am Turm den Stil der Brabanter Gotik, die auf nordfranzösische Einflüsse zurückgeht. 1480 war der Bau von Sakristei und Kapellen abgeschlossen. 1472 entstand die Kapelle des benachbarten Palais der Herren von Gruuthuse, die eine direkte Verbindung vom Palais zum Chor der Liebfrauenkirche bildet.

## Ausstattung

### Gemälde

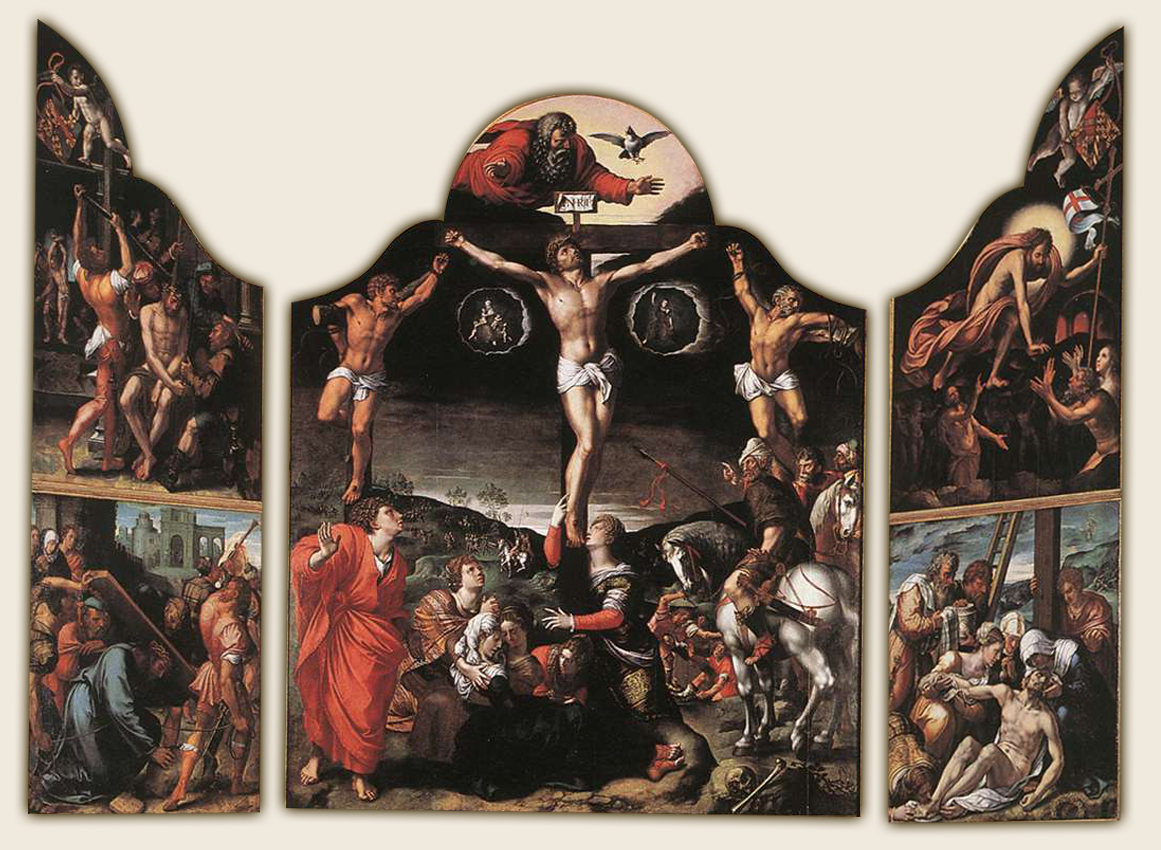
Hochaltar von Bernard van Orley (1534)

Zur Ausstattung gehören die Gemälde: Die „Berufung des heiligen Matthäus“ von J. Van Oost, um 1640; „Die Anbetung des Jesuskindes durch die Heiligen“ von Gaspar de Crayer, 1662; Die „Anbetung der Heiligen Drei Könige“ von Gerard Seghers, 1630, Triptychon mit „Madonna und Kind“ von Anton Claeissins, viertes Viertel des 16. Jahrhunderts; „Christus bei Simon dem Pharisäer“ von F. Francken, 1628; „Gebt den Armen“ von Anton Claeissins, 1590; „Unsere Liebe Frau, Zuflucht der Sünder“ von P. Bernaerdt, 1660; zehn Gemälde mit Passionsbildern von Jan Garemyn, 1775–1777; „Drei Heilige“ von Jan Garemyn, um 1763; „Die Emmausjünger“, zugeschrieben Hendrick ter Brugghen, 17. Jahrhundert; „Die Krönung der Heiligen Rosalia“ von Jacob van Oost, 1646; „Unsere Liebe Frau, umgeben von Heiligen mit Eligius von Noyon“ von Jacob van Oost, 1763. „Elias“ von Jacob van Oost, 1648; Triptychon mit Passionsszenen von Bernard van Orley, 1534; „Innenraum der Liebfrauenkirche“ von H. van Minderhout, zweite Hälfte des 17. Jahrhunderts; „Anbetung der Heiligen Drei Könige“ und „Botschaft der Muttergottes“, die der Kölner Schule zugeschrieben werden, viertes Viertel des 15. Jahrhunderts; „Das letzte Abendmahl“ von Pieter Pourbus, 1562; „Unsere Liebe Frau mit den sieben Schmerzen“ von Adriaen Isenbrant, um 1520. Triptychon mit „Die Kreuzabnahme“, anonym, viertes Viertel des 15. Jahrhunderts; „Die Verherrlichung auf dem Berg Tabor“ von Gerard David, viertes Viertel des 14. Jahrhunderts – erstes Viertel des 15. Jahrhunderts, Pieter Pourbus, 1573; Triptychon mit der „Anbetung der Hirten“ von Pieter Pourbus, 1574; „Von Heiligen angebetetes Kind“ unter dem Einfluss von Caravaggio, 17. Jahrhundert; „Esther von Assuerus“ von Louis de Deyster, 1695; „Die Vision des Thomas von Aquin“ von Gaspar de Crayer, 1644. Wandmalereien: Fragment „Christus und die Samariterin“, 15. Jahrhundert; „Ludwig der Heilige“, um 1350.

### Skulpturen

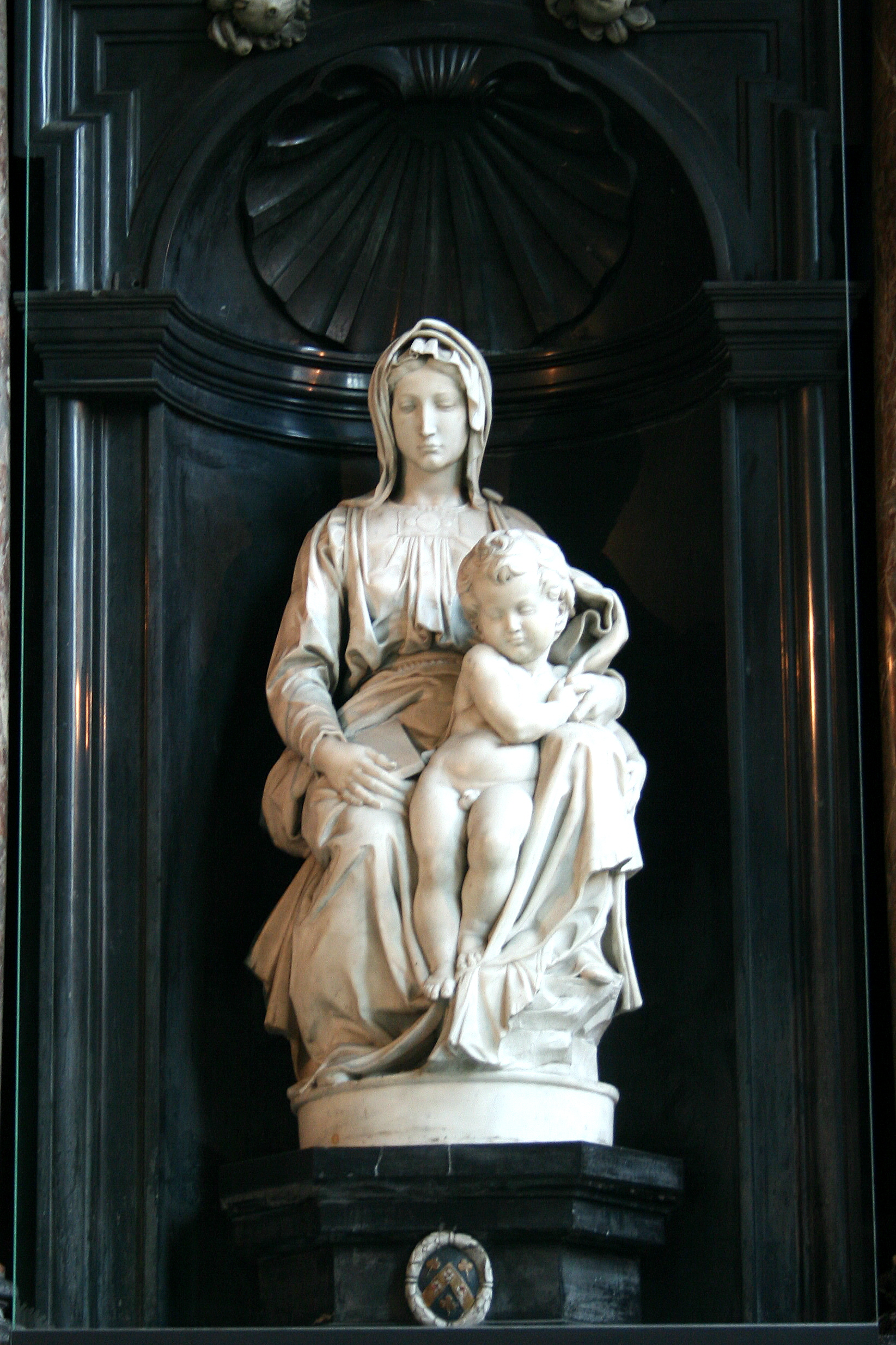
Michelangelo: Brügger Madonna, 1503

Zu den herausragenden Ausstattungsstücken gehört zudem die Brügger Madonna von Michelangelo, die, 1503 entstanden, zu den frühen Plastiken des italienischen Bildhauers zählt. Ursprünglich für den Hochaltar des Doms von Siena bestimmt, verkaufte sie Michelangelo an die Brügger Kaufleute Jan und Alexander Mouscron.
Weiter sind zu nennen: „Reliquienschrein des heiligen Johannes Nepomuk“, zweite Hälfte des 18. Jahrhunderts; „Zwölf Apostel“, 1618; „Pieta-Gruppe“, zweite Hälfte des 17. Jahrhunderts; „Unsere Liebe Frau des Friedens“, zweite Hälfte des 15. Jahrhunderts; zwei „Engel der Anbetung“ von P. Pepers, 1779; Denkmäler von: „J. Van den Velde“, zweite Hälfte des 15. Jahrhunderts; „L. de Baenst und M. Boulangier“, 15. Jahrhundert; „L. de Baenst und C. Losschaert“, 15. Jahrhundert; „J. Van den Velde und A. van de Gheenste“, viertes Viertel des 15. Jahrhunderts.

### Grabmale
Im Jahr 1979 wurden im Chor 16 bemalte, gemauerte Gräber aus dem 13. bis 15. Jahrhundert gefunden; drei Gräber wurden in die Pieter-Lanchals-Kapelle übertragen.

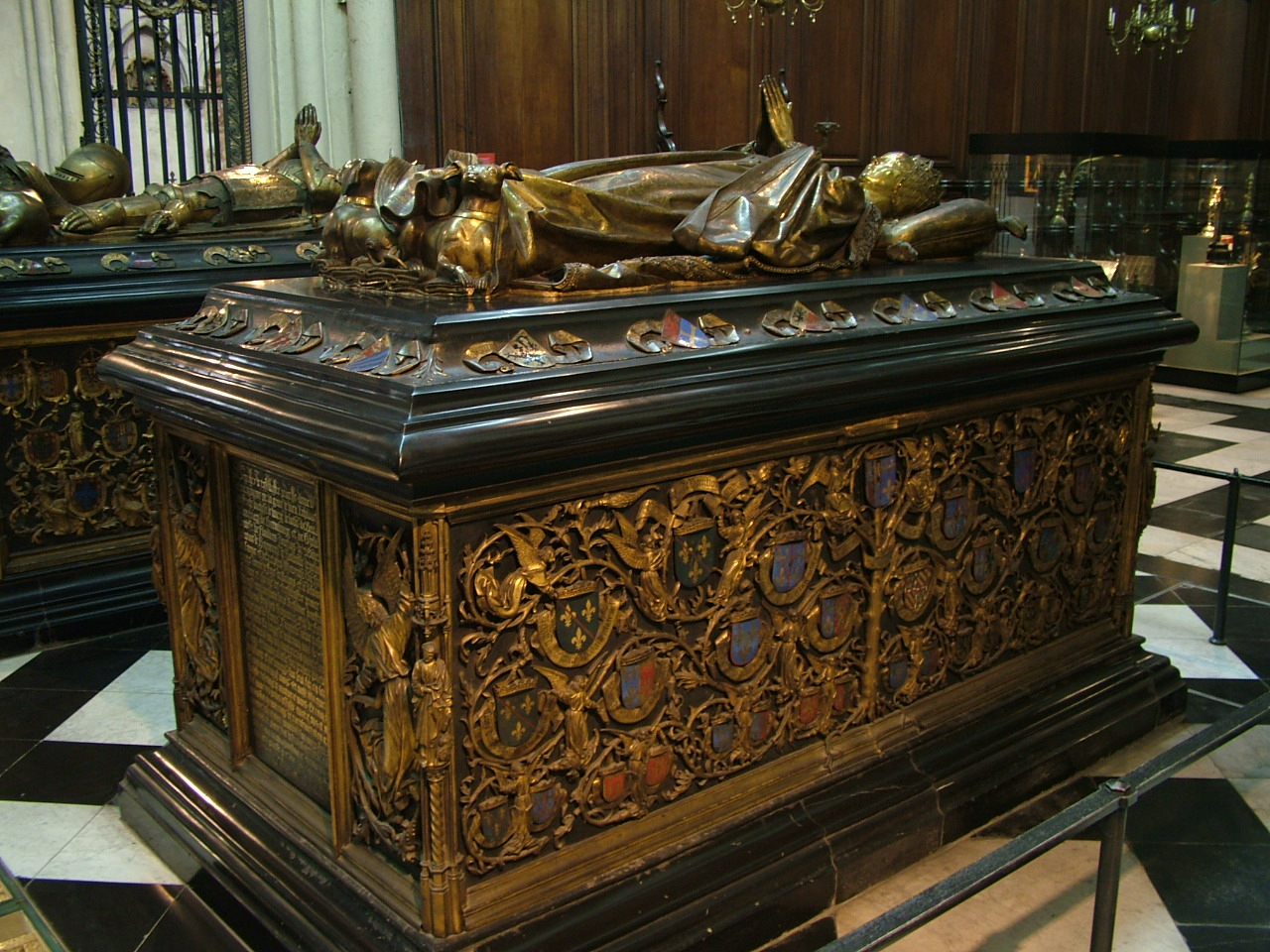
Sarkophag der Maria von Burgund (Jan Bormans und Renier van Thienen, 1502)

Unter den Grabdenkmalen befindet sich das Grabmal der Maria von Burgund, eine Bronzestatue nach einem Entwurf von J. Borman, gegossen von R. van Tienen auf einem Sarkophag aus schwarzem Marmor, 1502; Karl dem Kühnen mit einer Bronzestatue nach einem Entwurf von Cornelis Floris und Jacques Jonghelinck auf einem Sarkophag aus schwarzem Marmor, 1562; dem Herrn von Haveskerke, zweite Hälfte des 16. Jahrhunderts; Pieter Lanchals, viertes Viertel des 15. Jahrhunderts.

### Mobiliar
Zu den weiteren Ausstattungsstücken gehören: Madonna 1768 und die Drei Schwestern, 1763, beide von P. Pepers; barockes Chorgestühl, 1722, mit Statuen aus dem ersten Viertel des 17. Jahrhunderts, und Triumphkreuz aus Eiche von J. Aerts, 1594; Kommunionbank aus Eiche, zweites Viertel des 18. Jahrhunderts; Kommunionbank aus Marmor, 1843; die Rokokokanzel aus Eiche nach einem Entwurf von Jan Garemyn, ausgeführt mit Statuen aus dem ersten Viertel des 17. Jahrhunderts; Garemyn, ausgeführt von den Bildhauern J. Van Hecke, P. Van Walleghem und P. Scherlaecken, 1743; barocke Beichtstühle aus Eichenholz, unter anderem von J. Berger und L. Hagheman, 1697; Chorgestühl aus Eichenholz, 1776.
Die Ausstattung wird ergänzt durch schmiedeeiserne Rokoko-Chorschranke um 1742 und an der Vorhalle des Paradieses, zweites Viertel des 18. Jahrhunderts, beide von Kinsoen; Chortür von J. Ryckam, 1699; klassizistische Chorschranke, viertes Viertel des 18. Jahrhunderts.

### Orgel

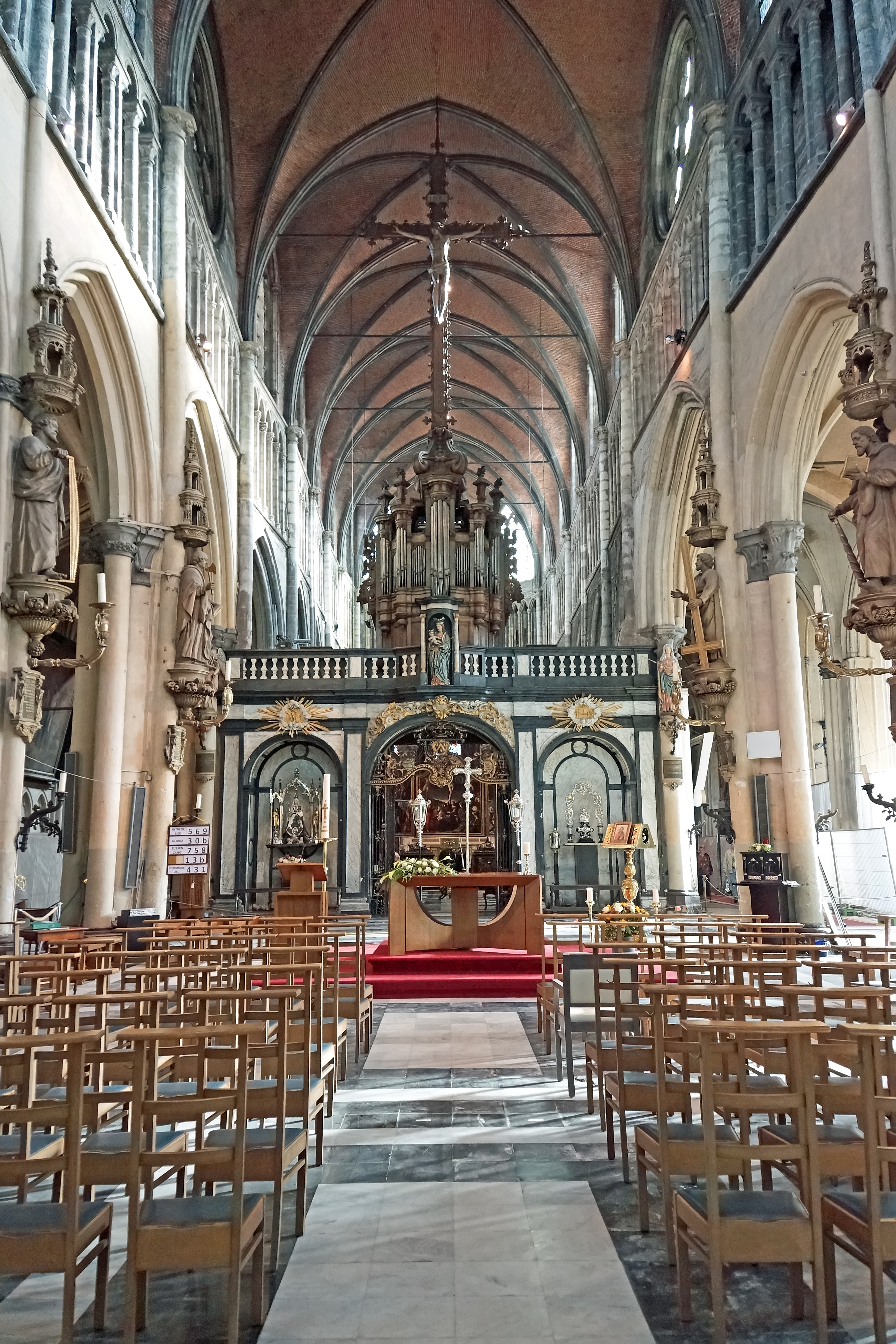
Blick zur Orgel

Die Orgel geht zurück auf ein Instrument, das 1721/1722 von dem Orgelbauer C. Cacheux (Arras) erbaut worden war. 1954 baute der Orgelbauer Loncke in dem vorhandenen  historischen Gehäuse ein neues Orgelwerk, wobei er vorhandenes Pfeifenmaterial wiederverwendete. Das Instrument hat 35 Register auf drei Manualen und Pedal. Die Trakturen sind elektropneumatisch. Die Chororgel ist ein Werk von Anton Škrabl aus dem Jahr 2013 mit 13 Registern auf zwei Manualen und Pedal.
| I Hauptwerk C–g3 |     |
| Gedekt           | 16′ |
| Prestant         | 8′  |
| Spitsfluit       | 8′  |
| Holpijp          | 8′  |
| Oktaafprestant   | 4′  |
| Fluit            | 4′  |
| Oktaaf           | 2′  |
| Mixtuur V        |     |
| Vulwerk III-V    |     |
| Trompet          | 8′  |
| Schalmei         | 4′  |

| II Rückpositiv C–g3 |        |
| Gedekt              | 8′     |
| Prestant            | 4′     |
| Nazaard             | 2 ⁄3′  |
| Woudfluit           | 2′     |
| Terts               | 1 3⁄5′ |
| Kwint               | 1 ⁄3′  |
| Cimbelstem II       |        |
| Kromhoorn           | 8′     |

| III Schwellwerk C–g3 |    |
| Fluit                | 8′ |
| Zweving              | 8′ |
| Wilgenpijp           | 8′ |
| Fluit                | 4′ |
| Zwegel               | 2′ |
| Klein Vulwerk III    |    |
| Fagot-Hobo           | 8′ |

| Pedalwerk C–f1 |     |
| Gedektbas      | 16′ |
| Zachtbas       | 16′ |
| Oktaafbas      | 8′  |
| Gedekt         | 8′  |
| Koraalbas      | 4′  |
| Oktaaf         | 2′  |
| Bazuin         | 16′ |
| Trompet        | 8′  |
| Hoorn          | 4′  |

- Koppeln: II/I (auch als Suboktavkoppel), III/I, III/II (auch als Suboktavkoppel), I/P, II/P, III/P